# Kunija Daini
Kunija Daini (japonsko 大仁 邦彌), japonski nogometaš in trener, * 12. oktober 1944.
Za japonsko reprezentanco je odigral 44 uradnih tekem.